# Nabila Marhaben
 (janvier 2019).
Nabila Marhaben, née le 5 décembre 1983 à Purmerend,,, est une actrice, présentatrice et mannequin néerlandaise, d'origine marocaine.

## Carrière
Actrice et présentatrice de profession, elle est par ailleurs élue Miss Maroc-Pays-Bas à Amsterdam.

## Filmographie

### Cinéma et téléfilms
- 2005 : AlexFM (nl) : Samira
- 2008 : Hitte/Harara (nl) : Raja
- 2012 : Over Snoep : Christina, l'infirmière

## Animation
- 2006-2007 : Kids Top 20 (nl)